# KPWR

KPWR (Power 106) est une station de radio américaine diffusant ses programmes en FM (105.9 MHz) sur Los Angeles. Son format est Rhythmic Top 40. 